# Goonew
Маркелл Антонио Морроу (англ. Markelle Antonio Morrow; род. 14 мая 1997; США, Мэриленд — 18 марта 2022; США), более известный под псевдонимом Goonew — американский рэпер.

## Биография
Маркелл родился в Мэриленд 14 мая 1997.
Школьное образование неизвестно. Его образование в колледже и квалификация в области образования также неизвестны.
Более известен под сценическим псевдонимом «Goonew».

## Творческий путь
Он выпустил свой микстейп «Certified Goon» в 2017 году . Затем в 2018 году он сотрудничал с Lil Dude и выпустил свой альбом «Homicide Boyz». Он также выпустил микстейп «Still Servin» и альбом «Back From Hell». Его собственный капитал составляет около 2 миллионов долларов США.

## Общественный резонанс
Вечеринка с телом убитого рэпера прошла в США.
В Вашингтоне, округ Колумбия, США, во время прощальной вечеринки с рэпером Goonew его тело выставили на сцену.
«Похороны» 24-летнего рэпера, которые получили название The Final Show, состоялись в воскресенье, 3 апреля, в одном из ночных клубов Вашингтона.
Предположительно, труп Goonew был забальзамирован как раз для того, чтобы «наблюдать» за зрителями во время вечеринки. Тело было одето, на нем также присутствовали очки и корона.
На такое «появление» публика отреагировала неоднозначно: кто-то продолжал танцевать, а другие в ужасе наблюдали за мертвым телом на сцене.
Руководство заведения, где проходило мероприятие, отметило, что оно не было уведомлено о планировавшемся размещении на сцене трупа, и извинилось перед всеми.

## Причина смерти
Убийство было совершено 18 марта 2022 в США.